# Georg Schachinger
Georg Schachinger (* 2. Dezember 1843 in Mittermoos, Gemeinde Gurten; † 14. April 1925 in Maria Schmolln) war Pfarrer und Abgeordneter zum Österreichischen Abgeordnetenhaus.

## Leben
Georg Schachinger war Sohn des Landwirts Martin Schachinger († 1911). Nach dem Besuch einer Volksschule in Gurten ging er bis 1863 in ein Gymnasium in Salzburg. Danach studierte er von 1864 bis 1865 Rechtswissenschaft an der Universität Wien und ging dann auf ein Priesterseminar in Linz. Im Jahr 1869 hatte er seine Priesterweihe. 1869 wurde er Kooperator in Andorf und 1872 Benefiziat in Braunau am Inn. 1876 war er Pfarradministrator in Handenberg, 1877 Kooperator in Gaspoltshofen, 1878 Pfarrer in Peterskirchen, 1892 in St. Johann am Wimberg, 1901 in Moosbach und er war auch Dechant von Aspach. Im Jahr 1914 ging er in den Ruhestand.
Er war auch Ehrenbürger von Peterskirchen, Moosbach, St. Johann am Wimberg und Herzogsdorf und wurde im Jahr 1893 zum Geistlichen Rat ernannt.
Am 14. April 1925 starb er im Alter von 81 Jahren an Altersschwäche (Marasmus senilis).
Er war römisch-katholisch und blieb zeit seines Lebens ledig. Sein Bruder war der Abt Norbert Schachinger (1842–1922).

## Politische Funktionen
Georg Schachinger war vom 27. März 1897 bis zum 25. Februar 1914 Abgeordneter des Abgeordnetenhauses im Reichsrat (IX., X., XI. und XII. Legislaturperiode) und war dort in der IX. und X. Legislaturperiode für die Kurie Oberösterreich, Landgemeinden 3 (Rohrbach, Aigen, Haslach, Neufelden, Lembach, Urfahr, Ottensheim) und in der XI. und XII. Legislaturperiode für die Kurie Oberösterreich 7 (Landgemeinden Wildshut, Braunau, Mauerkirchen) zuständig. Er trat aus Gesundheitsgründen zurück.

## Klubmitgliedschaften
Georg Schachinger war ab 1897 Mitglied im Klub der Katholischen Volkspartei, ab 1901 im Zentrum-Klub, ab 1907 in der Christlichsozialen Vereinigung und ab 1911 in der Christlichsozialen Vereinigung deutscher Abgeordneter.